# ELOVL3
ELOVL3 (англ. ELOVL fatty acid elongase 3) – білок, який кодується однойменним геном, розташованим у людей на 10-й хромосомі. Довжина поліпептидного ланцюга білка становить 270 амінокислот, а молекулярна маса — 31 500.
| 10         |  | 20         |  | 30         |  | 40         |  | 50         |
| ---------- |  | ---------- |  | ---------- |  | ---------- |  | ---------- |
| MVTAMNVSHE |  | VNQLFQPYNF |  | ELSKDMRPFF |  | EEYWATSFPI |  | ALIYLVLIAV |
| GQNYMKERKG |  | FNLQGPLILW |  | SFCLAIFSIL |  | GAVRMWGIMG |  | TVLLTGGLKQ |
| TVCFINFIDN |  | STVKFWSWVF |  | LLSKVIELGD |  | TAFIILRKRP |  | LIFIHWYHHS |
| TVLVYTSFGY |  | KNKVPAGGWF |  | VTMNFGVHAI |  | MYTYYTLKAA |  | NVKPPKMLPM |
| LITSLQILQM |  | FVGAIVSILT |  | YIWRQDQGCH |  | TTMEHLFWSF |  | ILYMTYFILF |
| AHFFCQTYIR |  | PKVKAKTKSQ |  |            |  |            |  |            |

A: Аланін

C: Цистеїн

D: Аспарагінова кислота

E: Глутамінова кислота

F: Фенілаланін

G: Гліцин

H: Гістидин

I: Ізолейцин

K: Лізин

L: Лейцин

M: Метіонін

N: Аспарагін

P: Пролін

Q: Глутамін

R: Аргінін

S: Серин

T: Треонін

V: Валін

W: Триптофан

Кодований геном білок за функцією належить до трансфераз. 
Задіяний у таких біологічних процесах, як метаболізм жирних кислот, метаболізм ліпідів, біосинтез жирних кислот, біосинтез ліпідів. 
Локалізований у мембрані, ендоплазматичному ретикулумі.